# Nowe Grocholice
Nowe Grocholice (prononciation : [ˈnɔvɛ ɡrɔxɔˈlit͡sɛ]) est un village polonais de la gmina de Nadarzyn dans le powiat de Pruszków de la voïvodie de Mazovie dans le centre-est de la Pologne.
Il se situe à environ 2 kilomètres à l'ouest de Raszyn (siège de la gmina), 8 kilomètres à l'est de Pruszków (siège du powiat) et à 10 kilomètres au sud-ouest de Varsovie (capitale de la Pologne).

## Histoire
De 1975 à 1998, le village appartenait administrativement à la voïvodie de Varsovie.